# Ерисланди Алварес
Ерисланди Алварес (на испански: Erislandy Álvarez) е кубински боксьор, лека категория. Той е носител на златен медал от летните олимпийски игри през 2024 г. в категория до 63,5 кг. Сребърен медалист от Световното първенство по бокс през 2023 г.

## Биография
Алварес е роден на 14 юли 2000 г. в Сиенфуегос, Куба.